# Sinovenator
Sinovenator là một chi khủng long, được Xu X. Norell Wang X. L. Makovicky & Wu X. mô tả khoa học năm 2002.